# Julio Cobelli
Julio Cobelli (Montevideo, 22 de abril de 1952) es un guitarrista uruguayo de tango y folclore.

## Biografía
Nació en Montevideo, en el barrio de Curva de Maroñas. Comenzó a tocar la guitarra con su padre, Floro Cobelli, y con el payador Walter Apesetche.
En 1970 integró el cuarteto de guitarras de Hilario Pérez. Grabó varios discos, y entre 1970 y 1972 actuó en Uruguay, Chile, Brasil y Perú con Alfredo Zitarrosa. También acompañó con su guitarra a Roberto Goyeneche, Alberto Marino, Eduardo Adrián, Guillermo Fernández, Olga Delgrossi, Daniel Cortés, Ledo Urrutia, Elsa Morán, Adriana Lapalma, Nancy De Vita y Alberto Rivero.
Entre 1979 y 1984 participó como músico estable de «Café Concert».
En 1982 acompañó con su guitarra a Alfredo Sadi y a Roberto Grela.
Tras el retorno a Uruguay, luego del exilio por la dictadura cívico-militar en su país, de Alfredo Zitarrosa, Cobelli vuelve a trabajar con él, como director y arreglador de su cuarteto de guitarras, realizando grabaciones y giras con él.
Grabó en 1992, con su propio cuarteto de guitarras, grabó el casete "Al estilo Julio Cobelli". Ese mismo año grabó como acompañante de José Carbajal.
En 1996 grabó una selección de candombes, junto a Diego y Alejandro Ferreira.
Entre 1999 y 2004 actuó en diversos países (Canadá, Alemania, Francia, Holanda, Italia, Angola, Bélgica) como solista y como acompañante de diversos artistas.
En 2001 ingresó como primera guitarra al Cuarteto Zitarrosa.
En 2001, grabó con Mariela Acevedo el CD "Alas en Abril", que contiene trece temas inéditos de los cuales fue autor y arreglador de las melodías.
En 2009 publicó "Julio Cobelli interpreta a Alfredo Zitarrosa", donde aparecen trece canciones del repertorio de dicho artista.
En 2011 realizó talleres de guitarra junto al maestro Toto Méndez.
El 16 de mayo de 2014 presentó el espectáculo «Como dos extraños», junto a Laura Canoura en la Sala Zitarrosa de Montevideo.

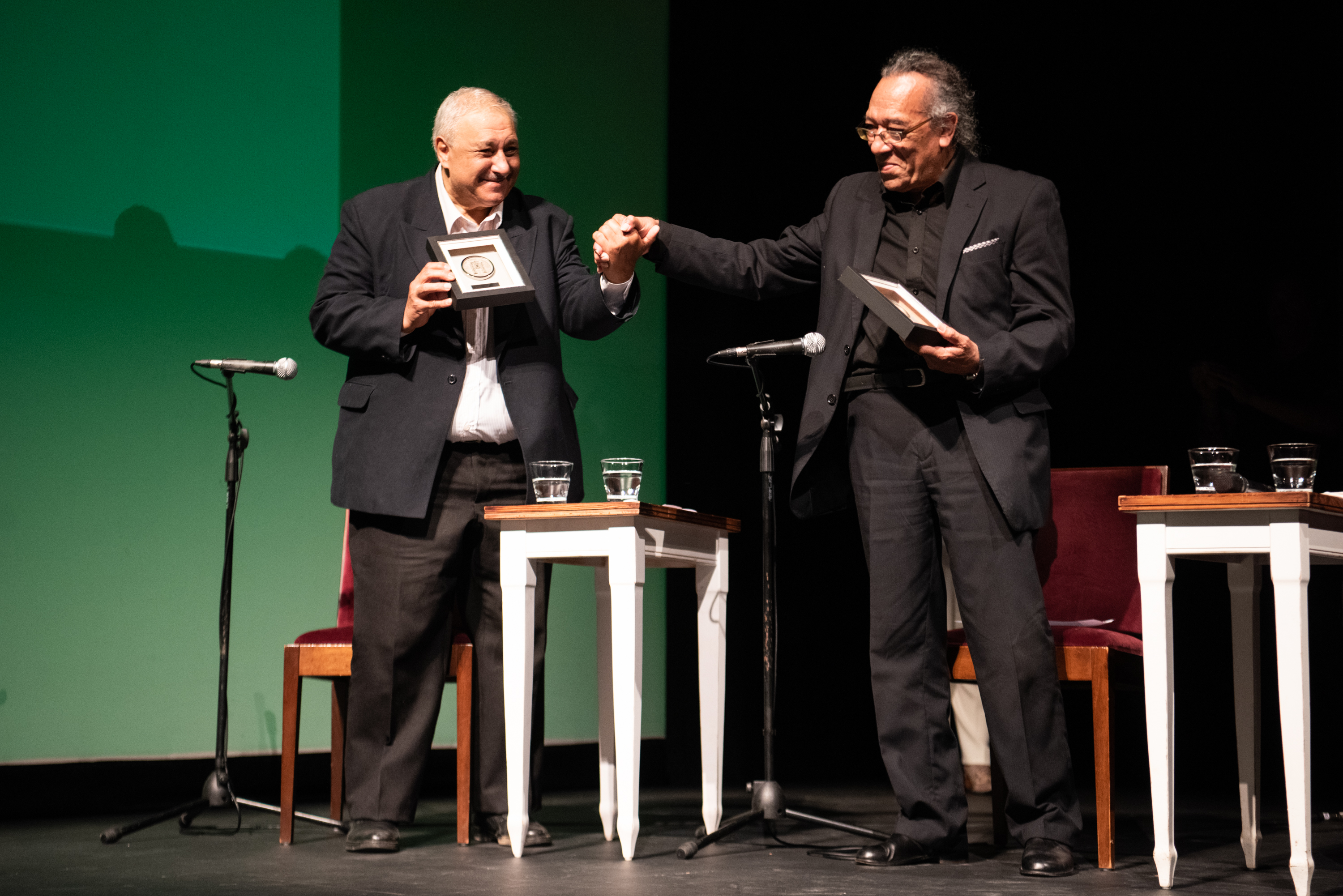
Junto con Eduardo Méndez recibiendo el reconocimiento como Ciudadano Ilustre de Montevideo en 2022.

En 2017, realizó junto a Cristian Cary (cantante y guitarrista de La Triple Nelson) y Gabriel Peluffo (cantante de Buitres Después de la Una) un espectáculo titulado "Tango & Rock & Roll", que fue presentado en la Sala Zitarrosa y el Teatro Solis.
En julio de 2017 realizó un festejo de sus 50 años como guitarrista con un espectáculo en la Sala Zitarrosa en la que actuó con varios artistas invitados.
Se ha destacado además en toda su carrera por su tarea docente. Ha educado a varias generaciones de músicos uruguayos. También ha viajado al exterior para dictar cursos.

## Discografía
- De regreso (1984), con Alfredo Zitarrosa
- Guitarra negra (1986), con Alfredo Zitarrosa
- Melodía larga II (1986), con Alfredo Zitarrosa
- Con voz paisana, junto a artistas varios (1991)
- Al estilo Julio Cobelli (1992)
- Cómplices, con Nancy de Vita (2000)
- Con la voz de mi guitarra (2004)
- Julio Cobelli interpreta a Alfredo Zitarrosa (2009)